# Letonia en los Juegos Olímpicos de París 1924
Letonia estuvo representada en los Juegos Olímpicos de París 1924 por un total de 36 deportistas que compitieron en 6 deportes. Fue la primera participación de este país en los Juegos Olímpicos.
El portador de la bandera en la ceremonia de apertura fue el atleta Arvīds Ķibilds. El equipo olímpico letón no obtuvo ninguna medallas en estos Juegos.